# Barbus microbarbis
Barbus microbarbis är en fiskart som beskrevs av David och Poll, 1937. Barbus microbarbis ingår i släktet Barbus och familjen karpfiskar. IUCN kategoriserar arten globalt som utdöd. Inga underarter finns listade.